# Kurcewo
Kurcewo (deutsch Krüssow) ist ein Dorf der Gemeinde Stargard (Stargard in Pommern) in der polnischen Woiwodschaft Westpommern.

## Geographische Lage
Kurcewo liegt in Hinterpommern, etwa neun Kilometer südlich des Stadtzentrums von Stargard und 36 Kilometer südöstlich von Stettin (Szczecin) an dem Fluss Faule Ihna.

## Geschichte
Aus vorgeschichtlicher Zeit stammten die Großsteingräber bei Krüssow, zwei Grabanlagen der jungsteinzeitlichen Trichterbecherkultur. Sie wurden im 19. Jahrhundert zerstört. 

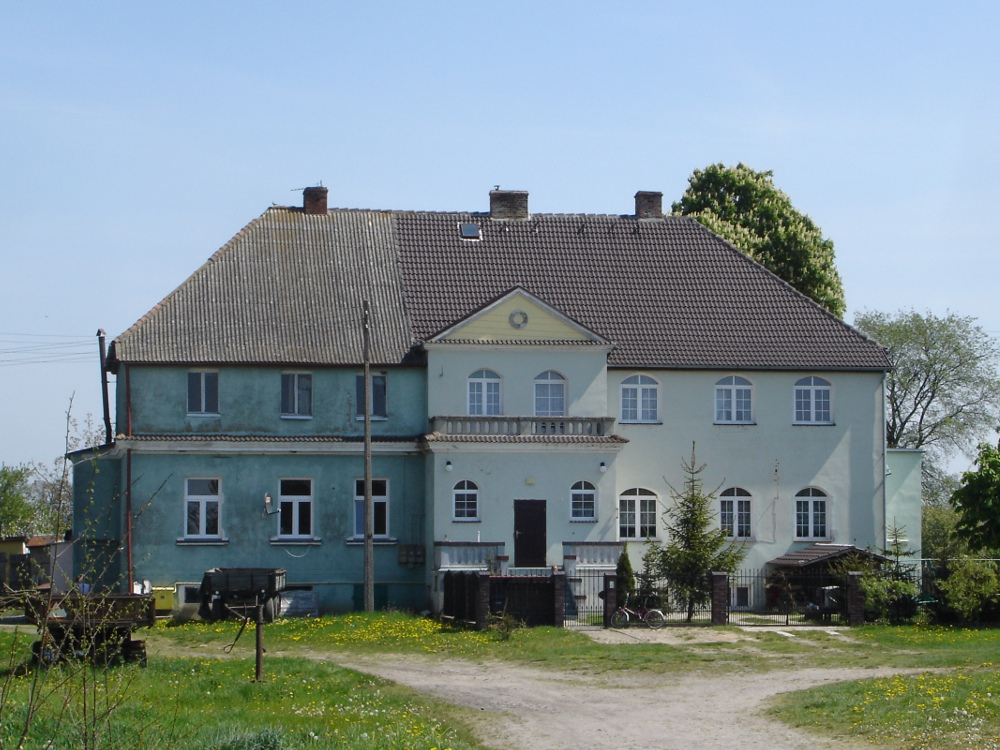
Eines der Krüssower Gutshäuser

Zu dem Kirchdorf gehörten früher vier Rittergüter: Krüssow A, Krüssow B,  Krüssow C und Krüssow D. Die ersteren drei Güter waren  Allodialgüter, das Gut Krüssow D war ehemals ein altes Lehen der Familie Wedel.  Es ist unbekannt, ob die vier Rittergüter ursprünglich zusammengehört und einen einzigen Gutsbezirk gebildet hatten. Krüssow A gehörte in älterer Zeit der Familie von Borck auf Brallentin (die von der schlossgesessenen Familie von Borck zu unterscheiden ist). Im Jahr 1857 wurde Krüssow A von Karl Ferdinand Wendeler aufgekauft. Krüssow B war früher ein Lehen der alten pommerschen Familie Kremzow, die um  1608 dort ansässig war. Im Jahr 1862 wurde Krüssow B von einem Mitglied der Familie Zastrow genannt v. Küssow aufgekauft.  Krüssow C war ehemals ein altes Lehen der Familie Schöning, die dort 1477 nachgewiesen ist. Im Jahr 1881 kam Krüssow C an den Gutsbesitzer Giese. Krüssow D ging 1853 in den Besitz von Ramon Delgens, eines Ökonomen aus Mecklenburg, über.
Um das Jahr 1780 gab es in Krüssow vier Vorwerke, eine Wassermühle, bei der sich auch eine Ölmühle befand, fünf Bauern, einen Schulmeister und insgesamt 27 Haushaltungen. Um 1868 hatte Krüssow A vier Wohngebäude und  47 Einwohner und Krüssow B  fünf Wohnhäuser und 58 Einwohner. Im Jahr 1841 hatte der Rittmeister von Pirch einen Bauernhof im angrenzenden Nachbarort Strebelow aufgekauft und die zugehörigen Ländereien mit seinem Gut Krüssow B vereinigt.  Um 1868 hatte Krüssow C drei Wohngebäude und 32 Einwohner und Krüssow D sieben Wohnhäuser und 83 Einwohner.
In der Dorfgemeinde Krüssow gab es im Jahr 1868 außer den vier Rittergütern drei Bauernhöfe, die zum Gut D gehörten, einen Pfarrbauern, der  Pfarrländereien gepachtet hatte, eine Schule, in der der Küster unterrichtete, eine mit einer Ölmühle kombinierte Wassermühle an der Kleinen Ihna und eine Hilfswindmühle, eine Schmiede, einen zu Krüssow B gehörigen Gasthof, vier Büdnereien, zwei Ziegeleien auf der Westseite des Dorfs, zwölf  Wohnhäuser, 15 steuerfreie Gebäude und 126 Einwohner.
Um 1930 hatte die Gemarkung der Gemeinde Krüssow eine Flächengröße von 12,9 km², und auf dem  Gemeindegebiet standen insgesamt 69 Wohngebäude.  In Krüssow gab es drei Wohnorte:
- Krüssow
- Streesen (heute polnisch Strzyżno)
- Vorwerk Streesen

Bis 1945 gehörte Krüssow zum Landkreis Pyritz in der Provinz Pommern.
Gegen Ende des Zweiten Weltkriegs wurde Krüssow Anfang März 1945 von der Sowjetarmee besetzt. Als Folge des Krieges wurde Krüssow Teil Polens.

### Entwicklung der Einwohnerzahl
| Jahr | Anzahl | Anmerkungen                                                              |
| ---- | ------ | ------------------------------------------------------------------------ |
| 1817 | 177    |                                                                          |
| 1865 | 346    | davon 126 im Dorf, 47 in Gut A, 58 in Gut B, 32 in Gut C und 83 in Gut D |
| 1925 | 701    | in 119 Haushaltungen, davon 567 Protestanten und 134 Katholiken          |
| 1933 | 603    |                                                                          |
| 1939 | 618    |                                                                          |

## Kirchspiel
Die bis 1945 in Krüssow anwesende Bevölkerung gehörte mit großer Mehrheit der evangelischen Konfession an. Im Jahr 1925 waren 80,9 % der Dorfbewohner  evangelisch und 19,1 % gehörten der römisch-katholischen Kirche an.
Die Protestanten aus Krüssow gehörten zum evangelischen Kirchspiel Barnimskunow, die Katholiken zum katholischen Kirchspiel Stargard i. Pom.

## Söhne und Töchter des Ortes
- Hermann von Schöning (1825–1898), deutscher Gutsbesitzer, Mitglied des Preußischen Abgeordnetenhauses und Reichstagsabgeordneter